# Antônio Pereira Filho
Antônio Pereira Filho (Teixeira, 6 de fevereiro de 1961) é um médico e político brasileiro. Filiado ao PSB, atualmente é Deputado Estadual no Estado do Maranhão.
Formou-se em medicina pela Universidade Federal do Pará e foi eleito deputado pela primeira vez em 2002, sendo reeleito em várias oportunidades. Conhecido como "Dr. Antonio Pereira", nas eleições de 2014 obteve 73.353 votos.
Foi reeleito em 2018 com 37.935 votos e em 2022 com 38.329.

## Escândalo da "Farra do SUS"
Em 2012, o parlamentar foi envolvida no escândalo denominado de "farra do SUS" dos deputados no Maranhão.